# وليد مصطفى حسن
وليد مصطفى حسن (15 يناير 1972 - 3 مايو 2025)، هو رجل أعمال مصري، شغل منصب رئيس مجلس إدارة شركة سكاى برودكشن للإنتاج الفنى المالكة لإذاعة «انرجى».
ساهم وليد مصطفى في إصدار جريدة اليوم السابع في 2007، ثم قناة النهار في 2011.

## النشأة
وليد مصطفى هو الابن الوحيد للاستاذ  مصطفى حسن  الذي كان يعمل مديرا عاما للمجالس القومية لرئاسة الجمهورية، والدكتور وليد مصطفى هو اب لاثنتين من البنات، الأولى أمينة من زوجته الأولى وابنته الثانية هي تالا  من زوجته المطربة اللبنانية كارول سماحة.

## التاريخ المهني
هو رئيس مجلس إدارة شركة سكاي برودكشن للإنتاج الفني المالكة اينرجي (بالإنجليزية: NRJ) اينرجي هي قناه إذاعة راديو في مصر أصدار من إذاعة عالمية تحمل نفس الاسم في 20 دولة أخرى حول العالم والتي يرجع أصلها إلى إذاعة  انيرجى الفرنسية وانيرجي مصر هي النسخة الناطقةباللغة العربية رسميا في مصر.
أسس شركة ترنتا للإنتاج والتوزيع المالكة (لمجموعة قنوات النهار الفضائية) وفي سنة 2007 رئيس مجلس الإدارة والعضو المنتدب وشريك مساهم الشركة المصرية للصحافة والنشر والإعلان (جريدة وجريدة وموقع اليوم السابع) إلى 2013 وحصلت الجريدة على جائزة مؤسسة ففوربس العالمية لعامين على التوالي (2010 – 2011) كأهم وأفضل موقع إلكتروني عربي على مستوى الوطن العربي.